# Mémorandum militaire turc de 1997

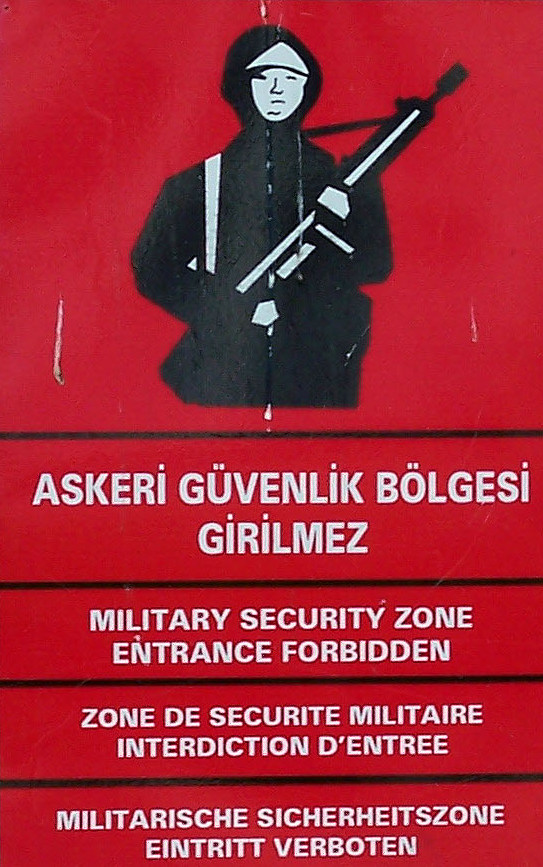

Le mémorandum militaire turc de 1997 se réfère aux décisions prises lors d'une réunion du Conseil de sécurité nationale turque (en turc Milli Güvenlik Kurumu ou MGK) le 28 février 1997. Ce coup d'État, imposé par la direction de l'armée turque, avec le soutien des généraux laïques de ce pays, a lancé le processus qui a précipité la démission du Premier ministre Necmettin Erbakan, du Parti du bien-être, et la fin de son gouvernement de coalition quatre mois plus tard.
Comme le gouvernement de Necmettin Erbakan a été contraint de démissionner, sans qu'il y ait dissolution du Parlement ou suspension de la Constitution, l'événement a quelquefois été qualifié, en Turquie, de « coup d’état post-moderne ». Une des conséquences de cet événement sera ultérieurement (près d'un an plus tard, en janvier 1998), la dissolution du Parti du bien-être par la Cour constitutionnelle.

## Le contexte

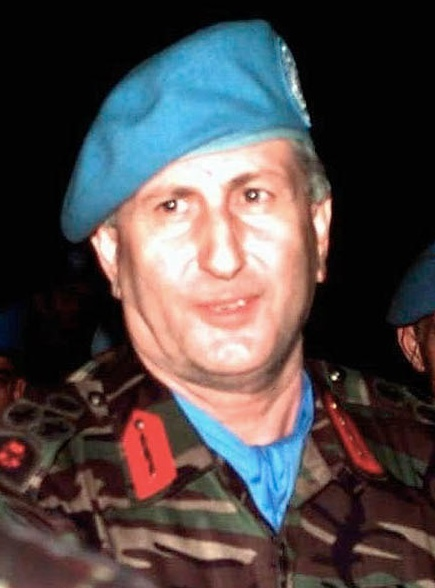
Le général Çevik Bir.

À plusieurs reprises, avant fin février 1997, les responsables de l'armée turque ont rappelé qu'ils se considéraient comme les garants de la laïcité, face au parti du Premier ministre, le Refah ou Parti du bien-être, premier parti islamique parvenu au pouvoir en Turquie. Ainsi, le 4 février 1997, lorsque le maire de la ville de Sincan et d'autres membres du Refah se prononcent publiquement en faveur de la charia, une quarantaine de chars prennent position dans cette banlieue d'Ankara.
« Nous ne ferons aucune concession sur les principes d'Atatürk, sur la démocratie et la laïcité  », affirme aussi le 22 février le numéro deux de l'état-major, le général Çevik Bir, en visite à Washington. « Nous ne permettrons jamais que nos femmes soient privées de leurs droits civils », précise-t-il encore, « Les forces armées turques sont le gardien de notre Constitution. »
Enfin, le chef de l'État, Süleyman Demirel, semble avoir attiré à plusieurs reprises l'attention du Premier ministre, Necmettin Erbakan, sur le « malaise des militaires » face aux propositions et initiatives des islamistes. Deux grands quotidiens, Sabah et Hürriyet, publient ainsi une lettre alarmiste du président de la République Suleyman Demirel au Premier ministre. Huit mois après sa mise en place, le premier gouvernement à direction islamiste de l'histoire de la République turque est, de fait, au cœur d'une guerre des nerfs,.

## Le mémorandum du 28 février

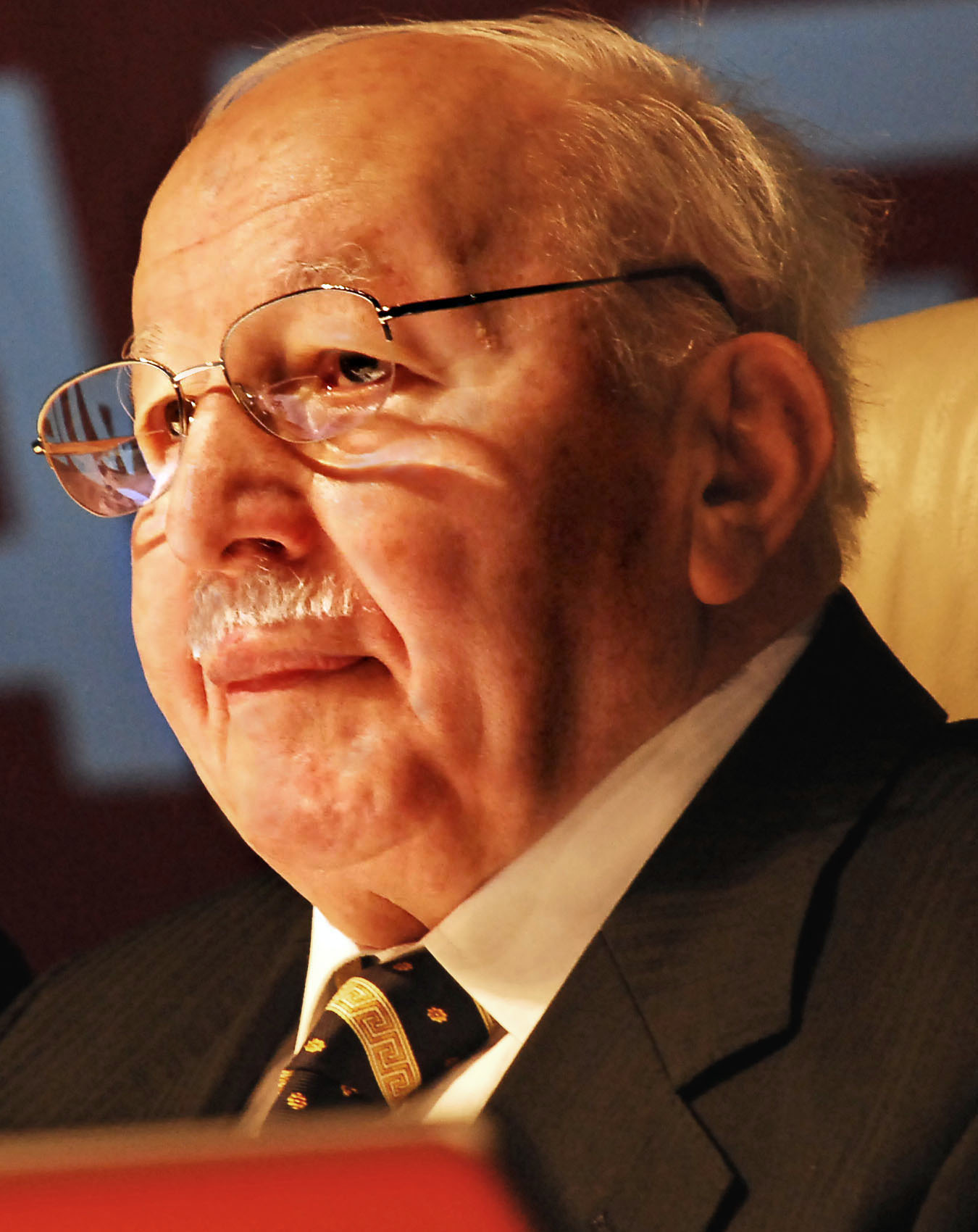
Le Premier ministre Necmettin Erbakan, du Parti du bien-être.

Le 28 février 1997, le Conseil de sécurité nationale (MGK) se réunit à Ankara. Le chef d’État major et les responsables des trois armes y siègent aux côtés du chef de l’État, du chef du gouvernement et des principaux ministres. Cet organisme, prévu par la constitution, n'a théoriquement qu'un pouvoir consultatif mais il a de fait un rôle politique déterminant. Ce jour-là, le MGK prend une vingtaine de décisions (désignées sous le terme de « recommandations »), mises en avant par les généraux, sur les questions relatives à la laïcité et l'Islam politique. Le Premier ministre Necmettin Erbakan, du Parti du bien-être, est contraint de signer le memorandum consignant ces décisions, et s'emploie à dédramatiser la situation en déclarant être en totale harmonie avec les militaires.
La plupart de ces décisions rappellent des lois existantes, mais tombées en désuétude, comme l'interdiction du port d'habits Islamiques ou la loi sur l'unification de l'enseignement du 3 mars 1924. Concernant l'enseignement, les militaires réclament la fermeture des écoles religieuses ou leur transformation en école publique, et souhaitent que la durée de scolarisation obligatoire soit portée à huit ans. Certaines « recommandations » nécessitent cependant d'introduire de nouveaux dispositifs législatifs, notamment pour lutter contre les organisations financières contrôlées par les confréries religieuses, l'infiltration des islamistes dans l'administration publique, ou la construction de dizaines de mosquées,.

## Les conséquences sociétales
Dans les mois qui ont suivi, les recommandations se concrétisent par des circulaires, des lois ou des pressions médiatiques. Des listes d'entreprises dirigées par des islamistes ou ayant financé des confréries sont rendues publiques. Des écoles religieuses et des mosquées sont placées sous surveillance. Le nombre de personnes arrêtées pour « intégrisme » double en un an. D'autres personnes sont révoquées au sein des administrations. Une loi sur l'enseignement est votée le 16 août 1997. Le Conseil de l'enseignement supérieur modifie par ailleurs des règles d'équivalences pour rendre difficile l'entrée dans une université, autre qu'une faculté de théologie, aux élèves issus d'écoles d'imam ou de prédicateurs, etc.

## Les conséquences politiques

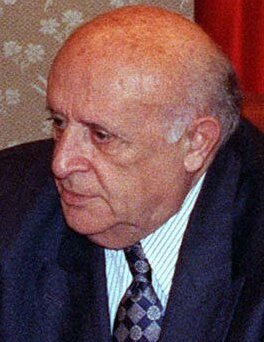
Le président Süleyman Demirel.

Après avoir temporisé en acceptant d'appliquer les mesures jugées nécessaires par le Conseil de sécurité nationale pour lutter contre les « forces de réaction islamistes », Erbakan est contraint de démissionner le 18 juin 1997. 186 associations et syndicats dont le TISK, et les trois principales confédérations de salariés avaient lancé début juin au Premier ministre islamiste un appel commun l'encourageant à se retirer. Le mémorandum du 28 février 1997 aboutit ainsi à renverser le gouvernement en place, sans que le sang coule, sans qu'un pouvoir militaire se substitue officiellement au pouvoir civil, et sans que la constitution soit remise en cause ou que le parlement soit dissous,.
La coalition majoritaire au parlement, associant notamment le Parti du bien-être et le Parti de la juste voie (en turc : Doğru Yol Partisi ou DYP),  propose pour lui succéder comme Premier ministre Tansu Çiller, du DYP. Mais le président Süleyman Demirel désigne Mesut Yılmaz, leader du Parti de la mère patrie (ANAP), pour former le nouveau gouvernement. Il constitue le 30 juin une nouvelle équipe avec Bülent Ecevit, leader du Parti démocratique de la gauche (DSP) et Hüsamettin Cindoruk (le fondateur et le leader du Parti de la Turquie démocrate, en turc Demokrat Türkiye Partisi ou DTP), un parti fondé après le 28 février,.

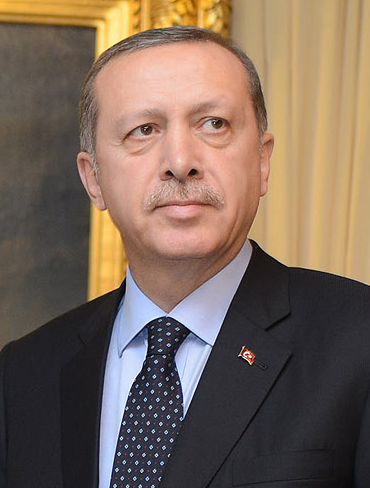
Le maire d'Istanbul Recep Tayyip Erdoğan.

Le Parti du bien-être est dissous par la Cour constitutionnelle de Turquie en 1998 pour violation de la clause constitutionnelle de séparation de la religion et de l’État. Erbakan est condamné à un an de prison pour incitation à la haine et à l'hostilité religieuses, et un de ses proches, Recep Tayyip Erdoğan maire d'Istanbul, est condamné pour les mêmes motifs à 10 mois de réclusion. Les partisans du Parti du bien-être rejoignent le Parti de la vertu, créé en 1998, qui est à son tour dissous en 2001,.
Sorti de prison, Recep Tayyip Erdoğan fonde alors le Parti de la justice et du développement ou AKP (en turc : Adalet ve Kalkınma Partisi). Il fait de ce parti islamique modéré la première force politique turque, remporte les élections de 2002, et s'impose comme chef de gouvernement en 2003. Il s'efforce dès lors de réduire l'influence des militaires sur la vie politique de la Turquie. Parmi les signes forts d'une mise au pas de l'armée, il fait arrêter en avril 2012 le général Çevik Bir et une vingtaine d'autres officiers supérieurs de l'armée turque, suivis en janvier 2013 de l'arrestation du général Ismail Hakki Karadayi, pour leur rôle dans ces événements de 1997. Dans l'attente de leur procès, il les fait emprisonner à Sincan, cette ville de la banlieue d'Ankara où avait eu lieu une des démonstrations de force des militaires.
Le 13 avril 2018, 21 militaires impliqués dans le mémorandum sont condamnés à la prison à perpétuité. Parmi eux, les généraux İsmail Hakkı Karadayı et Çevik Bir sont laissés en liberté surveillée en raison de leur grand âge. 68 accusés sont acquittés et 4 procédures sont closes en raison du décès des inculpés.
Cet ultimatum militaire sans usage visible de la force est souvent qualifié en Turquie de « coup d’État postmoderne », (en turc : postmodern darbe).